# Lidová píseň
Lidové písně jsou takové písně, u kterých není znám jejich původní autor, jedná se většinou o písně anonymní.
Písně byly většinou šířeny ústním podáním, často tak, že matka doma zpívala dětem a ty její písně odposlouchaly. Lidové písně se tímto způsobem dědí z generace na generaci, z pokolení na pokolení a přecházejí od jednoho člověka k jinému. Dalším pravděpodobným způsobem šíření byl společný zpěv písní venkovských lidí při práci na poli, ve stodole, na zahradě či při práci doma, především za dlouhých zimních večerů (dračky, tkaní aj.).
Společenský život byl v době, kdy neexistoval rozhlas, televize, internet a další současné komunikační prostředky, pravděpodobně mnohem spontánnější, také podstatně družnější; lidové muzicírování i lidový zpěv patřily k běžnému každodennímu životu lidí, a to zejména na venkově. Lidové písně odrážejí základní povahové rysy svých anonymních tvůrců, jsou také bezprostředně ovlivněny prostředím, ve kterém vznikly a ve kterém byly dále ústně šířeny. Lidové písně se zpívaly ze začátku jednohlasně, později je lidé začali zpívat dvojhlasně.
Tímto způsobem se dochovaly až dodnes. Lidová hudba je ryze spontánní projev lidské hudebnosti. Lidové písně jsou různě staré, i z toho lze usuzovat, že právě lidová píseň je jeden ze základních typů hudebního projevu. Téměř dvě třetiny lidových písní jsou písně taneční.
Lidové písně jsou různé také v různých zemích, liší se písně jednotlivých národů či krajů. 

## Regionální odlišnosti v českých zemích
Jiné lidové písně se zpívají na jižní Moravě, jiné v Čechách na Domažlicku a jiné zase třeba na Valašsku či v Lašsku. Liší se jednak svými texty, jednak po hudební stránce. Jihočeské písně mívají oproti písním ostatních regionů měkký tónorod – v tom se liší od všech ostatních krajů Česka. Kromě toho se v nich objevuje i atypická rytmizace, někdy též pro lidovou píseň nezvyklé harmonické přechody z durových tónin do mollových a naopak. A vysledovat lze i další místní odlišnosti.

Regiony nelze vymezit přesně, prolínají se. V minulosti lidová hudba dokonce nerespektovala ani státní hranice. Prvky prosakovaly na sousední území, kde obohacovaly lidovou kulturu tamních obyvatel. Kvůli zmenšování rozdílů ve způsobu života v jednotlivých regionech a kvůli rozvoji průmyslu a komunikačních prostředků dochází ke stírání specifických regionálních rysů. Proto je známe jen díky odborným publikacím vědeckých pracovníků, folkloristů a sběratelů lidových písní. V několika regionech, kde vývoj společnosti postupoval pomaleji, se kontinuita hudebně-tanečního folkloru udržela do nedávné minulosti nebo dokonce dodnes, a to především díky činnosti folklorních souborů. Mezi tyto regiony spadá převážně Slovácko, Valašsko, moravsko-slovenské pomezí, téměř celé Slovensko. Z českých regionů sem patří pouze Chodsko.

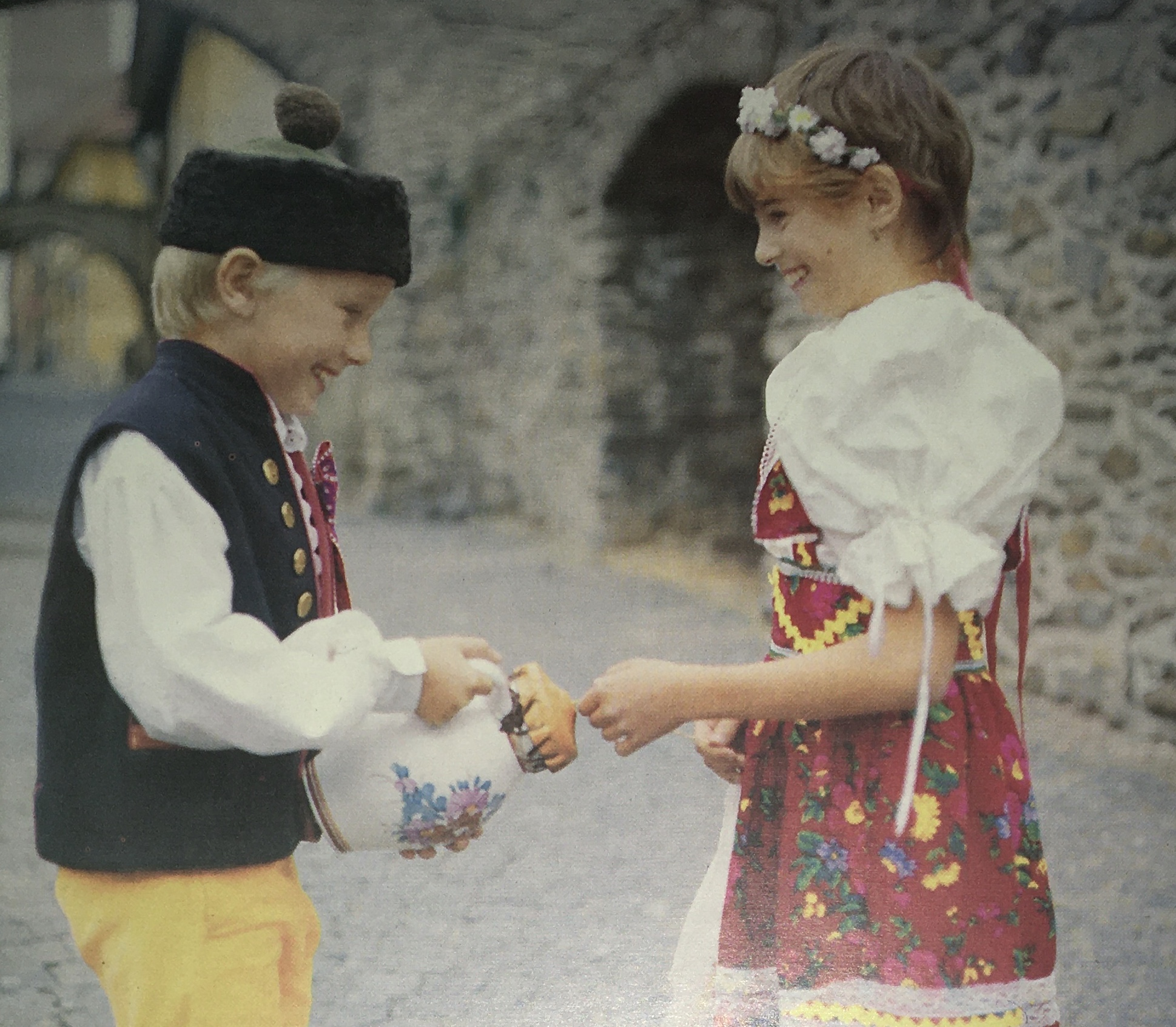
Děti v chodských lidových krojích hrající na fanfrnoch

Základem lidové hudby jsou na území celé České republiky housle, kombinované s dalšími smyčcovými nástroji, jako je viola nebo kontrabas. K nim se často přidávají dřevěné dechové nástroje, hlavně klarinet a flétna. S moravskými a slovenskými písněmi je typicky spojován cimbál. Naopak na Chodsku se dodnes hraje na dudy; výjimečně se objeví i zvuk fanfrnochu.

## Typy hudebního folkloru
Hudební folklor dělíme na dva typy: instrumentální a vokální. Zatímco instrumentální hudba převažuje v Čechách a na západní a střední Moravě, hudba vokální je typická na východní Moravě a na Slovensku.

### Instrumentální
Vliv instrumentální hudby se projevuje v hudebně rytmické struktuře a funkci tanečního doprovodu. Vyznačuje se nejčastěji pravidelným taktovým členěním a nejběžněji jsou použity hodnoty půlové, čtvrťové a osminové. V českých regionech převažuje takt třídobý, na Moravě se setkáváme také s dvoudobým. Písně jsou postaveny z prvků akordických a stupnicových postupů durových tónin.

### Vokální
Na rozdíl od typu instrumentálního se v typu vokálním uplatňují časté složité rytmické útvary, které lze včlenit pouze do nepravidelného taktu. Na začátcích a koncích vokálních písní bývají uplatněny nepravidelné výdrže. Vyskytují se zde také mollové stupnice a nepravidelné stupnicové řady, které byly odvozeny z církevních tónin.

## Sběratelé lidových písní
- Metoděj Bakala
- František Bartoš
- Vratislav Bělík
- Hynek Bím
- František Ladislav Čelakovský
- Karel Jaromír Erben
- Jiří Horák
- Otakar Hostinský
- Leoš Janáček
- Jindřich Jindřich
- Ludvík Kuba
- Františka Kyselková
- Zuzana Lapčíková
- Valeš Lísa
- Alžběta Malá-Vidláková
- Václav Juda Novotný
- Jan Poláček
- Josef Režný
- Jan Rittersberg
- Robert Smetana
- František Sušil
- Vladimír Úlehla
- Sigismund Vašátko
- Jakub Vrbas
- Karel Vetterl
- Karel Weis

## Vybraní interpreti

### Hudební soubory
- Brněnský rozhlasový orchestr lidových nástrojů
- Cimbal classic
- Cimbálová muzika Bálešáci
- Cimbálová muzika Mládí z Čejče
- Cimbálová muzika Stanislava Gabriela
- Čechomor
- Gajdušek – cimbálová muzika z Hukvald
- Horňácká cimbálová muzika Martina Hrbáče
- Javory
- Kantoři
- Karmína
- Minnesengři (tvorba ze 70. let – jihočeské lidové písně)
- Mužáci ze Zlína
- Pramínky – cimbálová muzika z Kopřivnice
- Ratiškovská Dolina – folklorní soubor
- Spirituál kvintet – album Šibeničky, LP, Panton, 1988; reedice na CD 2003
- Vlak na Dobříš – česká country

### Osobnosti
- Jožka Černý
- Růžena Děcká
- Luboš Holý
- Gabriela Jílková
- Jožka Kubík
- Zuzana Lapčíková
- Lubomír Málek
- Jiří Pavlica
- Karel Pavlištík
- Věra Příkazská
- Jožka Severin
- Jarmila Šuláková

### Interpreti čerpající z lidové písně
- Pavel Lohonka
- Martha a Tena Elefteriadu (řecké lidové písně)

## Právo
Podle autorského zákona se na lidové písně vztahuje výjimka z ochrany podle práva autorského ve veřejném zájmu:
(§3:) „Ochrana podle práva autorského se nevztahuje na ...“ (§3 odstavec b:) „...výtvory tradiční lidové kultury, není-li pravé jméno autora obecně známo a nejde-li o dílo anonymní nebo o dílo pseudonymní (§7); užít takové dílo lze jen způsobem nesnižujícím jeho hodnotu,“
Na základě této výjimky není nutné za užití lidových děl odvádět poplatky jejich autorům (ani pokud jsou zastupováni Ochranným svazem autorským (OSA). Toto neplatí v případě, že je lidová skladba upravena (tzv. zaranžována) novým autorem (a tato úprava je natolik přínosná, že vznikne nové dílo). V takovém případě je nutné před užitím získat licenci (souhlas) tohoto nového autora.
V minulosti byl zaznamenán případ, kdy OSA vybíral odměnu i za užití lidových děl, nicméně v takovém případě se jednalo buď o užití děl zaranžovaných (upravených) novým autorem, nebo o selhání lidského faktoru (na straně uživatelů děl jejich nenahlášením nebo na straně OSA). Ze zákona nemá OSA na výběr odměn za užití lidových děl nárok a nečiní tak.